# لويس فابيو غوميز
لويس فابيو غوميز (11 نوفمبر 1975 في البرازيل - ) هو لاعب كرة قدم برازيلي في مركز الهجوم. لعب مع نادي إنتر باكو ونادي بيترزالكا ونادي روجومبيروك ونادي سبارتاك ترنافا ونادي سلوفان براتيسلافا و1. FK Drnovice ‏ ونادي بريبرام وFC Zlín ‏.

## وصلات خارجية
- لويس فابيو غوميز على موقع قاعدة بيانات كرة القدم.إي يو (الإنجليزية)
- لويس فابيو غوميز على موقع عالم كرة القدم.نت (الإنجليزية)